# Урочище сад
Урочище сад — ландшафтний заказник місцевого значення. Об'єкт розташований на території Долинського району Кіровоградської області, с. Василівка.
Площа — 16,2 га, статус отриманий у 2000 році.